# Medalla dels Treballadors Distingits
La Medalla dels Treballadors Distingits (Rus: Медаль «За трудовую доблесть» - Transliterat: Medal "Za trudovuyu doblest") és una medalla soviètica, creada el 27 de desembre de 1938 per Stalin i atorgada als obrers, camperols, especialistes de l'economia nacional, treballadors de la ciència, la cultura, la instrucció i la sanitat pública, així com altres ciutadans de l'URSS:
- Pel treball creatiu abnegat, la superació de les normes de la fabricació i/o elaboració, l'augment del rendiment del treball i millora de la qualitat de la producció.
- Per la utilització efectiva de la tècnica nova i l'assimilació de la tecnologia progressiva, les invencions i les propostes de racionalització.
- Pels èxits en els camps de la ciència, la cultura, la literatura, l'art, l'ensenyament públic, la sanitat pública, el comerç, l'alimentació pública, l'administració dels serveis comunals, el servei domèstic de la població, i altres branques de l'administració laboral.
- Pel treball fructuós de l'educació comunista i la preparació professional del jovent
- Pels èxits en el camp de la cultura física i l'esport.[1]

També està oberta als estrangers.
Instituïda pel Decret de la Presidència del Soviet Suprem de l'URSS del 27 de desembre de 1938, sent publicat a la Gazeta del Soviet Suprem de l'URSS nº.23. La primera modificació sobre els estatuts de la medalla van ser el 19 de juny de 1943, i la seva posició en el rang es va determinar el 16 de desembre de 1947 i, en una nova modificació, el 28 de març de 1980.
Penja a l'esquerra del pit, i se situa després de la Medalla de Nàkhimov.
Va ser una de les primeres medalles instituïdes a l'URSS. És la superior de les dues medalles de preguerra instituïdes pels mèrits laborals (la inferior és la Medalla de la Distinció Laboral), i serien equivalents a les seves anàlogues militars (la Medalla al Valor i la Medalla pel Servei de Combat). Va ser realitzada pel pintor I.I. Dubasov.
Va ser concedida per primera vegada el 15 de gener de 1939, per a 8 treballadors de la indústria d'armament. Dos dies després va ser atorgada a 14 científics per l'elaboració del mètode de la gasificació subterrània dels carbons i per l'assimilació d'aquesta tècnica a les estacions; i 3 dies després (21 de gener de 1939) va ser atorgada a 87 camperols d'Uzbekistan. Pels alts índex de treball a la indústria i l'agricultura, fins al 1941 ja havia estat atorgada a prop de 8.000 persones. Durant els anys de la Gran Guerra Patriòtica va ser atorgada en unes 50.000 ocasions. En total, i fins a l'1 de gener de 1995, va ser atorgada sobre uns 1.825.100 de vegades.
Juntament amb la medalla, s'atorgava un certificat de la concessió.

## Disseny
L'anvers de la medalla de 34 mm de plata mostra una estrella roja d'esmalt amb la falç i el martell al centre. A sota de l'estrella hi ha la inscripció ЗА ТРУДОВУЮ ДОБЛЕСТЬ ("Pel Treball distingit") i a sota CCCP (URSS)
El revers de la medalla té la inscripció ТРЧА В СССР – ДЕЛО ЧЕСТИ ("Treballar a la U.R.S.S. és una Qüestió de Glòria").
La medalla se sosté d'un galó pentagonal morat de 24mm amb una franja vermella de 2 mm a cada costat.
Fins al decret del 19 de juny de 1943 penjava d'una cinta vermella triangular, subjecta mitjançant un cargol.